# Joe Parrish
Joseph Parrish-James est un musicien britannique né à Bedfordshire en 1995. Il est depuis 2019 le guitariste du groupe de rock Jethro Tull.

## Biographie
A l'âge de six ans, Joe commence la guitare avec une guitare classique 3/4, qui cinq ans plus tard est remplacée par une Fender Pacifica avec laquelle il étudiera les classiques de Yes, Deep Purple, Steeleye Span entendus sur les vinyles de ses parents.
A l'adolescence, Joue découvre des groupes plus hard-rock comme Iron Maiden et explore les mondes du rock, du folk et du métal. Mais le côté progressif des choses le conduit à l'inévitable route du classique : il  étudie la composition et l’arrangement à l’université et obtient un baccalauréat au London College of Music.

## Carrière
Après son diplôme, Joe arrange et compose pour des ensembles classiques (orchestre et quatuor à cordes), donne des cours privés de guitare, et se produit comme musicien de studio et en concert. Ses principales sources d'inspiration sont les compositeurs Vaughan Williams, Holst, Tallis, Finzi, Warlock, Shostakovich et Stravinsky.
Ses projets personnels incluent Albion, un groupe de quatre musiciens qu'il a cofondé dans le but de combiner le folk avec le rock et le métal. Ils se produisent en concerts électriques et  acoustiques à travers le Royaume-Uni.
The Zealot Gene est son premier album avec Jethro Tull.